# XVII Corpo d'armata (Regio Esercito)
Il XVII Corpo d'armata è stato una grande unità militare del Regio Esercito italiano attivo durante il secondo conflitto mondiale.

## Storia
Il XVII Corpo d'armata venne costituito a Mantova Corpo d'armata corazzato l'11 novembre 1938 con le Divisioni motorizzate "Po", "Trento" e con la I e II Brigata corazzata.
Il 1º novembre 1939, dopo alterni avvicendamenti di unità, risultava costituito dalle Divisioni motorizzate "Trieste" e "Trento" e dalle Divisioni corazzate "Ariete" e "Littorio".
Contemporaneamente al Corpo d'armata corazzato, venne costituito anche un Comando XVII Corpo d'armata che, formato a Napoli con compiti essenzialmente territoriali, in sostituzione del X Corpo d'armata trasferito in Africa Settentrionale, venne peraltro sciolto il 25 luglio successivo. Dal 10 giugno 1940 le unità del Corpo d'armata corazzato rimasero dislocate nel mantovano.
Dal 1º marzo 1941 prese il nome di XVII Corpo d'armata e trasferito in Calabria con compiti di difesa costiera della regione. Il 4 aprile è stato trasferito in Albania, in previsione delle operazioni contro la Jugoslavia, inquadrando alle sue dipendenza le Divisioni "Messina", schierata nella zona di Scutari-Qukës, "Marche" e "Centauro" schierate nella zona di Kopliku-Tarabosch-Gradiskje. Il 14 aprile su tutto il fronte si registrarono brevi ma intensi combattimenti e le unità del XVII Corpo d'armata incontrarono forti resistenze nelle valli del Kiri e del Drin, a nord-est di Scutari, sulle rive orientali dell'omonimo lago. Il 17 aprile, superata la linea di confine e travolte le ultime resistenze, le unità del XVII Corpo d'armata puntarono velocemente verso le Bocche di Cattaro con la 18ª Divisione fanteria "Messina", su Ragusa, Podgorica e Trebjnie con le Divisioni "Centauro" e "Marche" congiungendosi con le forze italiane provenienti dal fronte giuliano. Il XVII Corpo d'Armata, fino alla prima decade di giugno, rimase in Montenegro e nella Dalmazia meridionale, impegnato in operazioni di rastrellamento. Rientrato in Patria, il 16 giugno venne impiegato con compiti di difesa territoriale del Lazio, con le unità alle dipendenze organizzate in settori di copertura costiera e in gruppi mobili, al fine di presidiare la fascia della regione, dai confini della Toscana alle foci del fiume Garigliano.
Nel corso del 1942 il XVII Corpo d'armata, sempre impegnato nella difesa territoriale del Lazio, dal 15 aprile venne potenziato dalla 220ª e 221ª Divisione Costiera e, in seguito, dalla Divisione "Piacenza" quale unità mobile.
Nel corso del 1943, il XVII Corpo d'Armata venne rinforzato dall'arrivo delle Divisioni "Piacenza" e "Granatieri di Sardegna", rimanendo schierato con prevalenti funzioni di difesa costiera fino all'8 settembre. Il Corpo viene sciolto a Velletri il 9 settembre 1943 in conseguenza dei fatti determinati dall'Armistizio di Cassibile.

## Comandanti
| Grado                      | Nome!              | Dal             | Fino al          |
| -------------------------- | ------------------ | --------------- | ---------------- |
| Generale di corpo d'armata | Giuseppe Pafundi   | 1º marzo 1941   | 1º maggio 1941   |
| Generale di divisione      | Vittorio Sogno     | 2 maggio 1941   | 2 novembre 1941  |
| Generale di corpo d'armata | Alberto Barbieri   | 3 novembre 1941 | 14 luglio 1943   |
| Generale di corpo d'armata | Giovanni Zanghieri | 15 luglio 1943  | 9 settembre 1943 |